# Красная армия Китая
Кра́сная а́рмия Кита́я (кит. трад. 中國工農紅軍, упр. 中国工农红军, пиньинь Zhōngguó Gōng-Nóng Hóngjūn) — вооружённые силы Коммунистической партии Китая в период 1927—1937 годов.

## Формирование Красной армии Китая
Основана 1 августа 1927 под руководством Мао Цзэдуна как Рабоче-крестьянская революционная армия Китая. В июне 1928 переименована в Красную армию Китая.

### Южный Китай
Основой армии являлись восставшие части Национально-революционной армии, а также Национальной армии маршала Фэн Юйсяна и армий ряда южнокитайских милитаристов. После Наньчанского восстания 1927 части 4-й «Железной» армии численностью порядка 10 тыс. чел. под командованием коммунистов (Е Тина, Чжу Дэ, Фан Чжиминя) двинулась на юг в провинции Хунань, Цзянси и Гуандун. В начале 1928 года армия соединилась с войсками Мао Цзэдуна в горах Цзинганшань.
В ряде сельских районов Южного и Центрального Китая в период 1927—1932 годов китайская Красная армия создавалась из восставших крестьян, мятежных частей Национально-революционной армии и других близких к Гоминьдану армий, и даже из местных бандитских групп. Первые партизанские отряды появились в 1926—1927 годах в районах, через которые прошла Национально-революционная армия, прежде всего в провинциях Хунань и Цзянси, и в ходе Восстания осеннего урожая 1927 года превратились в значительную силу. Местные отряды впоследствии были сведены в 1-ю дивизию под командованием Мао Цзэдуна. После ряда неудачных попыток по овладению крупными городами дивизия отступила в горы Цзинганшань и оттуда совершали вылазки. Объединённая армия Чжу Дэ и Мао Цзэдуна стала основой 1-го корпуса Центральной армейской группы.
В июле 1928 года на сторону Красной армии перешла 5-я дивизия Гоминьдана, одним из полков которой командовал Пэн Дэхуай. Полк стал основой 3-го корпуса, пополнившегося впоследствии несколькими восставшими полками местных войск провинции Цзянси.
В конце 1929 года после восстания в бригаде армии Фэн Юйсяна в Нинду, восставшие войска стали ядром 5-го корпуса под командованием Дун Чжэньтана.

### Центральный Китай
Отдельные части национальной армии, принимавшие участие в Наньчанском восстании 1927 года, под командованием Сюй Сянцяня пробились в пограничный район на стыке провинций Аньхой — Хэнань — Хубэй. Из них был создан 4-й корпус Красной армии. В пограничном районе Хубэй — Хунань в среднем течении Янцзы за счёт партизанских отрядов, влившихся вначале в местные гоминьдановские войска, формировались воинские части в Северной Хунани и Южном Хубэе под командованием Хэ Луна. Эти части позднее сформировали 2-й корпус.

## Боевые действия

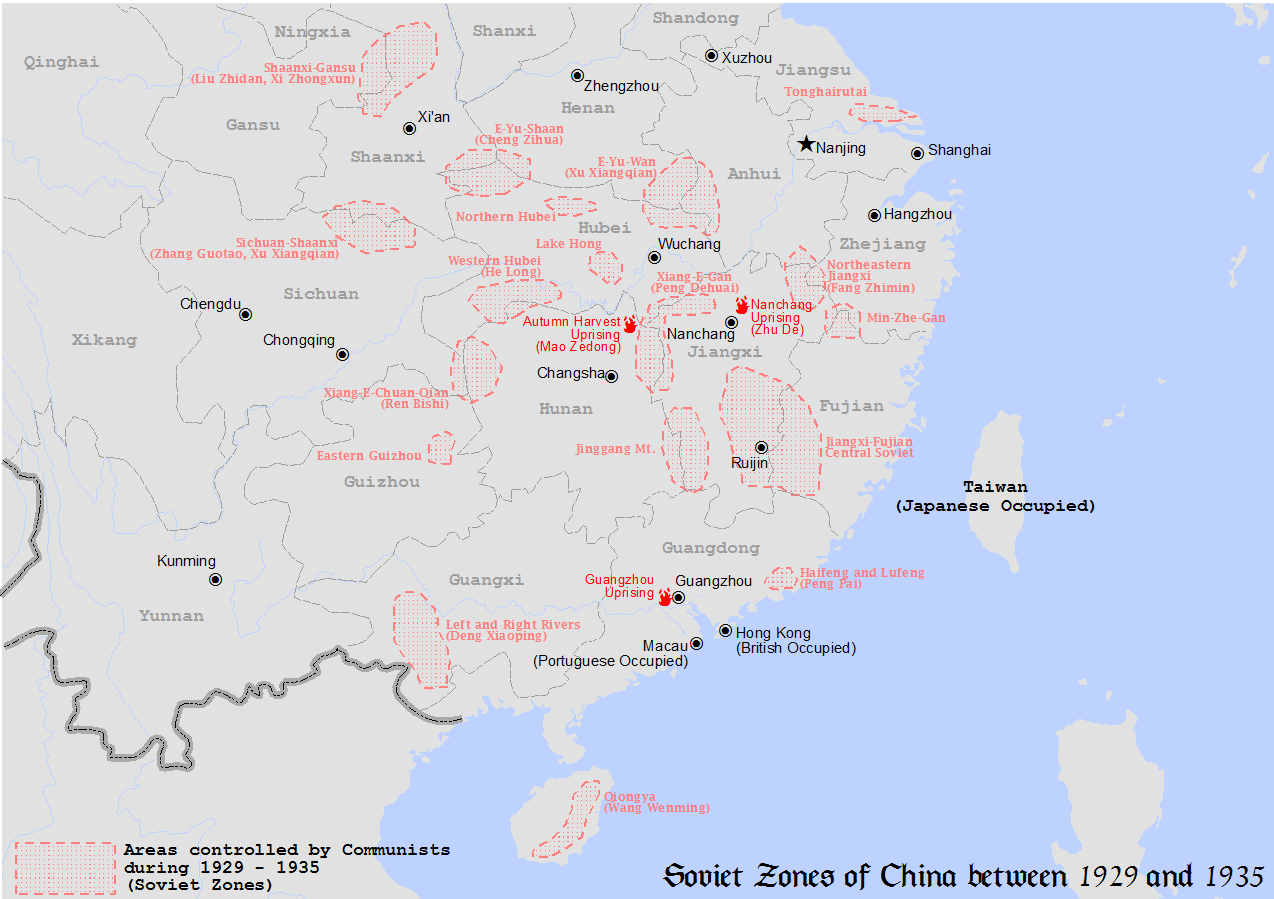
Советские районы Китая

На первом этапе боевые действия Красной армии носили типично партизанский характер: отсутствовали постоянные базы, отсутствовало централизованное командование, населённые пункты не удерживались. Лишь в 1929 году в районе Цзянси — Фуцзянь по решению ЦК КПК был организован фронтовой партийный комитет под началом Мао Цзэдуна, впоследствии принявшего главное командование над всеми вооруженными коммунистическими силами и переформировавшего партизанскую армию в регулярные войсковые соединения. Реорганизация войсковых соединений имела место в течение всего периода 1929 — 34 годов.
Усиление Красной армии в 1930 — 31 годах позволило создать стабильные советские районы (всего 10) и провозгласить на их территории Китайскую Советскую Республику со столицей в Жуйцзине. Армии были преобразованы в полки и дивизии, а армейские группы и фронты в корпуса. Была создана служба тыла, упорядочены службы обеспечения и снабжения, медицинского обслуживания и боевой подготовки. При Реввоенсовете был создан Главный штаб (начальник Лю Бочэн). Общее руководство осуществлял Сян Ин, член бюро ЦК КПК, и. о. председателя Военного совета. Укреплялся институт политкомиссаров частях, при Реввоенсовете было создано Политуправление (руководитель — член Политбюро Ван Цзясян, генеральный политкомиссар Центральной армейской группы — Чжоу Эньлай).
В декабре 1930 года Красная армия отразила первое наступление (или карательный поход) на Центральный советский район в Цзянси, предпринятое войсками нанкинского правительства; в апреле — мае 1931 года — второе наступление; в июле — сентябре — третье.
В июле 1931 года был уничтожен советский район на границе провинций Цзянси и Фуцзянь и разгромлена 10-я армия Фан Чжиминя. Во второй половине 1932 года гоминьдановцы уничтожили советский район Хунань-Хубэй (вокруг озера Хун), вынудив оборонявшую его 3-ю армию Хэ Луна, потерявшую более 10 000 бойцов, отступить на северо-восток Гуйчжоу. В это же время гоминьдановская НРА силами в 300 000 атаковала Хубэй-Хэнань-Аньхойский советский район. Потеряв более половины личного состава, 4-я армия Чжан Готао потерпела поражение и была вынуждена отступить в провинцию Сычуань.
К началу четвертого наступления Чан Кайши (февраль — апрель 1933 года) Центральный советский район располагал самыми боеспособными вооруженными силами численностью 65 — 72 тысячи человек, вооруженных 45 — 50 тысячами винтовок, поэтому смог отразить очередной удар националистов.
К осени 1933 года большинство советских районов было разгромлено, и оборонявшие их части Красной армии уничтожены или отступили в западные провинции Китая, что позволило Чан Кайши сосредоточить против Центрального района огромные силы. Для участия в пятом карательном походе было сосредоточено 98 дивизий регулярных войск (1109 тысяч солдат и офицеров, 1761 орудие и 89 самолетов). Красная армия имела 178 тысяч винтовок, 620 легких и 240 тяжелых пулеметов, 216 орудий, 2 бронепоезда, 3 самолета. В ходе разгоревшихся боевых действий, продолжавшихся с сентября 1933 по октябрь 1934 года националистам удалось разбить коммунистические войска, потерявшие 60 000 только убитыми, и вынудить оставшиеся части отступить на запад страны.

## Великий поход
10 октября 1934 года, пройдя сквозь заслоны войск противника, Красная армия Центрального района двинулась на запад в так называемый Великий поход. Из 75 — 81 тысяч человек (в том числе 57 — 61 тысяч активных бойцов) к моменту прихода в Северное Шэньси в Красной армии осталось 7 — 8 тысяч человек (в том числе 5 — 6 тысяч бойцов регулярных соединений). Чжан Готао со своим 4-м корпусом действовавший в течение года в Сычуань-Шэньси пограничном районе и возражавший против похода в Северное Шэньси, также понес значительные потери от армии милитариста Ма Буфана.

## Пограничный район Шэньси — Ганьсу — Нинся (1935—1937)
Сразу после прибытия в Северную Шэньси Мао Цзэ-дун объединил войска в новую Красную армию 1-го фронта, куда включил ряд отдельных соединений и частей. Главнокомандующим войсками 1-го фронта стал Пэн Дэхуай, а генеральным политкомиссаром — сам Мао Цзэдун. Корпусами командовали Линь Бяо и Лю Чжидань. Три чашки проса или гаоляна и немного квашеной капусты — таков был обычный дневной рацион бойцов. Главным источником снабжения армии по-прежнему оставались обязательные поставки (своего рода натуральный налог) продовольствия населением, а чаще всего — реквизиции.
20 тысячам бойцов армии 1-го фронта противостояла 200-тысячная гоминьдановская армия, соединения которой дислоцировались на значительном расстоянии друг от друга и ограничивали свои действия обороной укрепленных пунктов и важных коммуникаций, не предпринимая крупных наступательных операций, из-за чего численное превосходство противника так ни разу и не было реализовано. Это позволяло Красной армии свободно маневрировать и на избранных оперативных направлениях наносить удары по отдельным соединениям противника. До конца 1935 года бои велись преимущественно на юге и юго-западе против северо-восточной армии Чжан Сюэляна, который вскоре заключил с Красной армией секретное перемирие.
20 февраля 1936 года части Красной армии переправились через Хуанхэ, начав так называемый Восточный поход, и захватили почти все сельские уезды в междуречье Хуанхэ — Фэньхэ общей площадью 25 тысяч квадратных километров. В конце марта гоминьдановцы развернули свои войска (12-15 дивизий) под командованием генерала Чэнь Чэна восточнее Хуанхэ и начали медленно наступать на запад. Красная армия 1-го фронта, разбитая националистами, в последних числах апреля вернулась в Северную Шэньси.
В мае — июне был проведен поход в Нинся и Ганьсу против местных милитаристов, что привело к расширению советского района на 15-20 тысяч квадратных километров.
В октябре — ноябре 1936 года в район Шэньси — Ганьсу — Нинся прибыла понесшая огромные потери 4-я армия Чжан Готао, до того в течение года действовавшая в Сычуани, которая после пополнения была отправлена в Западный поход в Синьцян и по пути туда была полностью разгромлена местными милитаристами.
После Сианьского инцидента и в связи с начавшимися переговорами о примирении между гоминьданом и коммунистами все боевые действия против Красной армии в Шэньси — Ганьсу — Нинся с начала 1937 года были прекращены.

## Дальнейшая судьба
В 1937 в рамках создания единого фронта с Гоминьданом для отражения японской агрессии Красная армия была формально распущена, а её войска вошли в Национально-революционную армию под названием 8-й армии НРА и Новой 4-й армии НРА. Однако армии практически не подчинялись командованию НРА Гоминьдана и вели боевые действия против японцев самостоятельно.
В конце 1945 на основе 8 армии, Новой 4 армии и Северо-Восточной антияпонской объединённой армии была сформирована Северо-Восточная народно-освободительная армия.

## Вооружение
Самым распространенным оружием была винтовка, в основном, различные модели Маузера. Из-за нехватки винтовок китайская Красная армия была вынуждена использовать холодное оружие, такое как палаши и копья. В частности, большинство бойцов отрядов ополчения все время были вооружены холодным оружием. Нехватка винтовок компенсировалась большим наличием пулеметов. Обычно в каждом полку Красной армии была одна пулеметная рота, при этом в каждой роте было шесть или более пулеметов. Оснащенность пулеметами Красной армии была не ниже, чем у элитных войск противника. Это было одной из важных причин, по которым Красная армия во многих случаях побеждала националистические силы. Наиболее распространенными пулеметами были немецкий MG 08, чешский ZB vz. 26, американский Browning M1918 и французский Hotchkiss. Пушечной артиллерии было мало, в основном, использовались миномёты. Все оружие Китайской Красной армии было захвачено у вражеских армий.
В период с 1930 по 1937 год в составе Красной армии Китая находилось два самолёта: захваченный в 1930 в провинции Хубэй разведывательный самолёт O2U-4 и захваченный в 1932 в Чжанчжоу Дуглас. Наличие самолётов имело скорее пропагандистский, нежели военный, эффект. В период с 1938 по 1942 группа командиров, сформировавших первую в Красной армии авиационную часть («Синьцзянский авиаполк»), обучалась в военной академии в столице Синьцзяна Дихуа. Позднее многие лётчики этого соединения воевали в Корее на командных должностях. Несколько захваченных самолётов использовались в боях с японцами во время Второй мировой войны, однако первое официальное формирование ВВС НОАК появилось только в 1949 году